# Municipalité de Neringa
La municipalité de Neringa (en lituanien : Neringos savivaldybė) est l'une des 60 municipalités de Lituanie. Son chef-lieu est Nida.

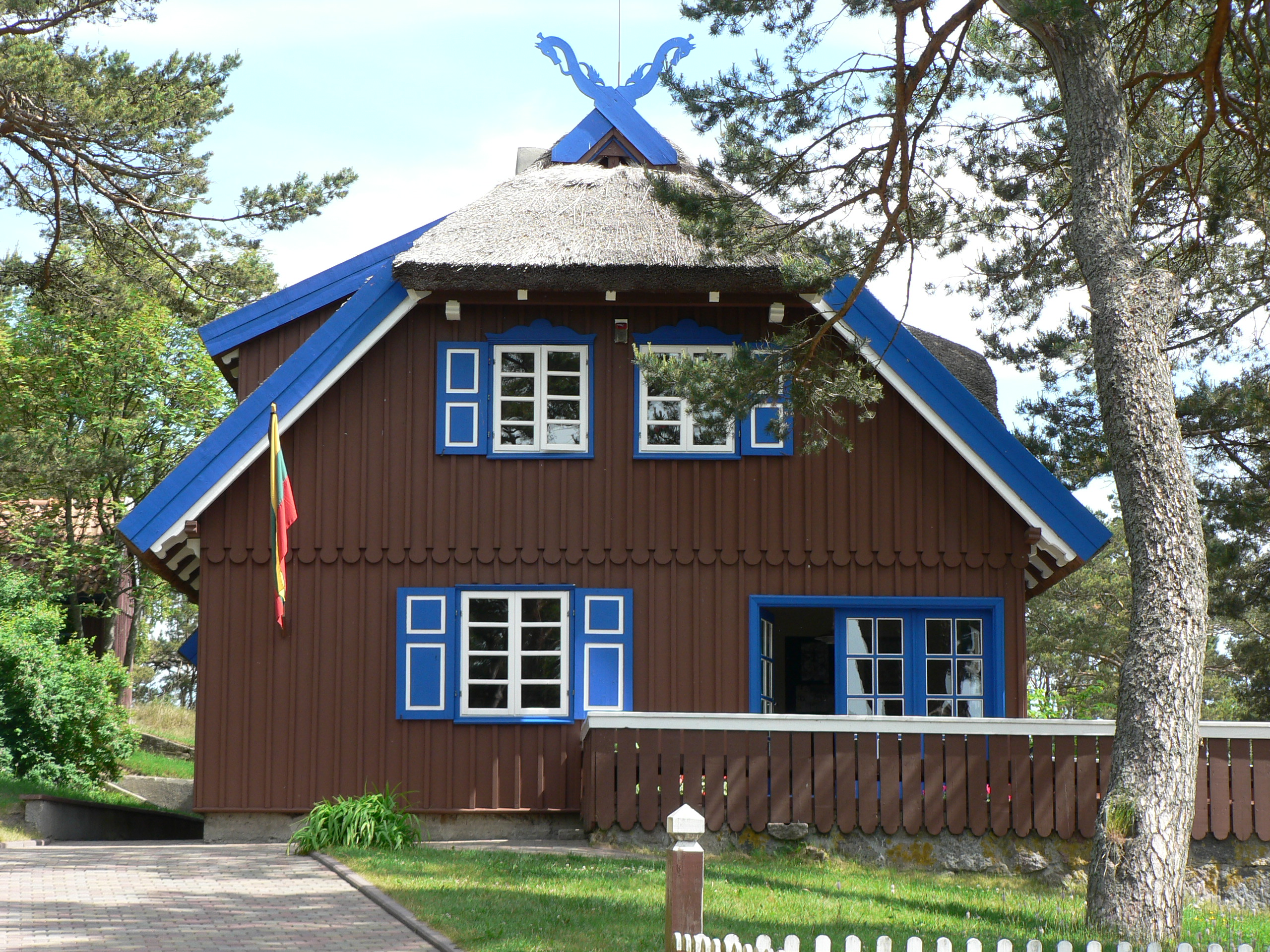
La maison d'été de Thomas Mann

Elle est située à l'extrême ouest de la Lituanie, dans l'isthme de Courlande. Elle est la municipalité la moins peuplée de Lituanie. Jusqu'à la réforme des municipalités lituaniennes elle était désignée comme la ville de Neringa bien qu'il ne s'agisse pas vraiment d'une ville. Ainsi c'est la seule municipalité lituanienne qui ne doive pas son nom à une ville. Le nom Neringa a été choisi à l'époque soviétique et serait le nom d'une divinité associée à la légende de la création de l'isthme (langue de terre en couronien).
Neringa est séparée du reste de la Lituanie par la lagune de Courlande et n'est accessible que par ferry.
La municipalité se compose de plusieurs localités : Nida (port de Nida), Preila (en), Pervalka (en) et Juodkrantė (en) qui sont des stations balnéaires.

## Seniūnijos de la municipalité de Neringa
- Juodkrantės seniūnija (Juodkrantė)
- Preilos-Pervalkos seniūnija (Preila, Pervalka)